# Zărnești
Zărneşti (węg. Zernest) – miasto w środkowej Rumunii; w okręgu Braszów, w Siedmiogrodzie, zamieszkane przez 28 tys. mieszkańców (2006). Merem miasta od 1996 jest Gheorghe Lupu, członek Partii Demokratycznej.